# Confederatie van Mexicaanse Arbeiders

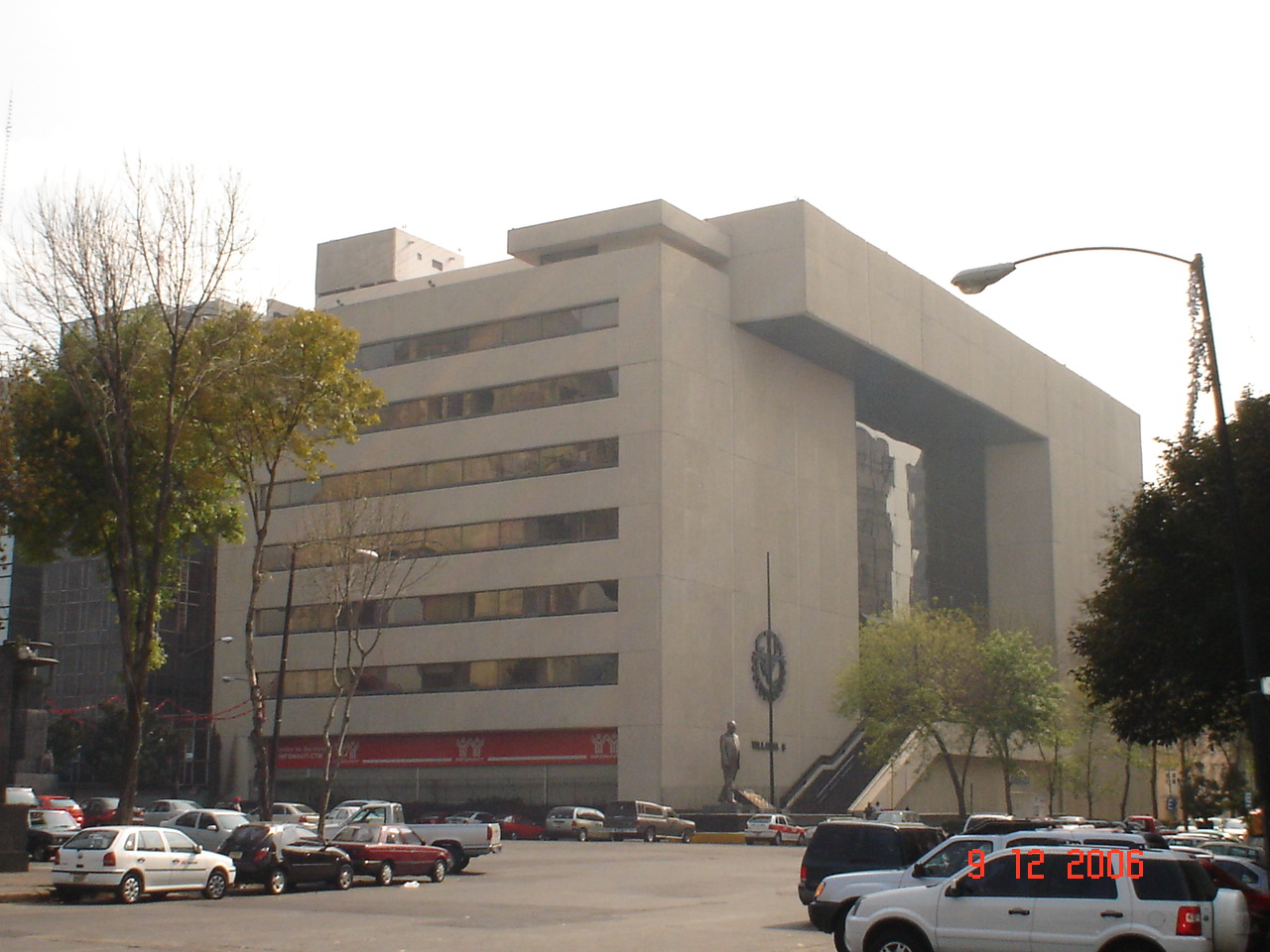

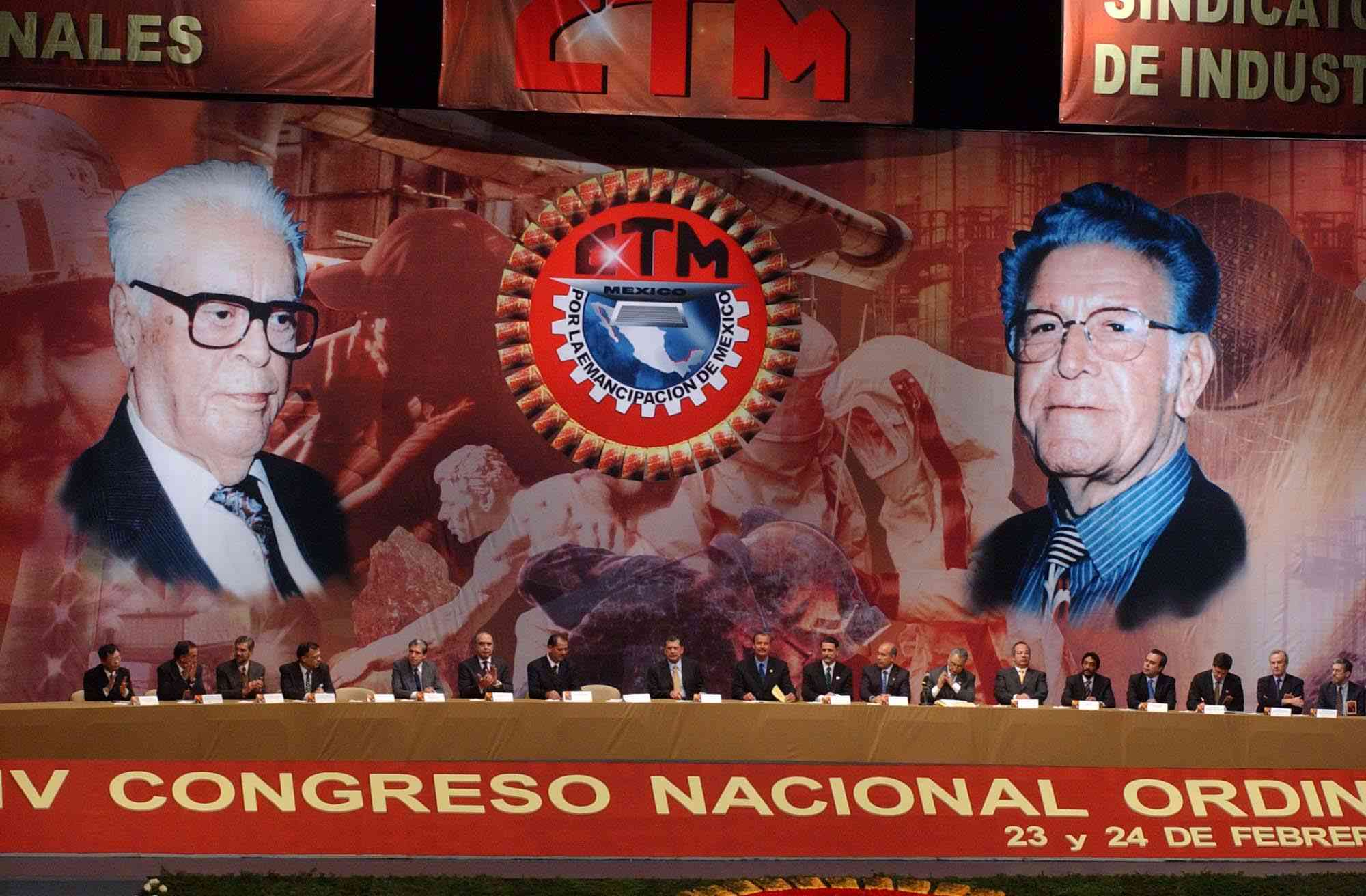
Het veertiende congres van de CTM

De Confederatie van Mexicaanse Arbeiders (Spaans: Confederación de Trabajadores de México, CTM) is de grootste vakbond van Mexico.
De CTM werd in 1936 opgericht onder president Lázaro Cárdenas. Cárdenas' voorgangers steunden zwaar op de Regionale Confederatie van Mexicaanse Arbeiders (CROM) van Luis N. Morones, maar deze had na de moord op Álvaro Obregón veel macht verloren. De CTM werd opgericht door de marxistische intellectueel Vicente Lombardo Toledano, die zich van de CROM had afgescheiden. De CTM viel kort na haar oprichting bijna uit elkaar naar aanleiding van Toledano's steun aan de Sovjet-Unie. De crisis werd echter bezworden toen de CTM zich matigde en Cárdenas de vakbond integreerde in zijn Partij van de Mexicaanse Revolutie (PMR), de latere Institutioneel Revolutionaire Partij (PRI).
In 1941 werd Lombardo opzij geschoven en vervangen door Fidel Velázquez. Velázquez had vrijwel de alleenheerschappij binnen zijn vakbond. De CTM werd feitelijk een tak van de PRI, en de enige vakbond waar die partij mee onderhandelde. Zo vormde zich een systeem dat sterk deed denken aan het corporatisme, waar de CTM en de PRI elkaar wederzijds beïnvloedde. De PRI luisterde naar de wensen van de CTM en gebruikte haar tegelijkertijd om aan de leden trouw aan de PRI op te leggen. Andere vakbonden werden gemarginaliseerd en soms zelfs hardhandig bestreden. De CTM was de enige vakbond waar de PRI rekening mee hield, hoewel de leden niets te zeggen hadden. De CTM-leiders die meer de belangen van de regering dan van de arbeiders vertegenwoordigden, stonden bekend als charro's. Dit systeem bleef decennialang bestaan. Velázquez was fel gekant tegen alle hervormingen, zij het links of rechts, binnen de CTM en de PRI, en bleef de vakbond leiden tot zijn dood in 1997.
Velázquez dood viel samen met het afbrokkelen van de macht van de PRI. In 2000 werd Vicente Fox van de Nationale Actiepartij (PAN) als eerste oppositiekandidaat tot president gekozen. De CTM is nog steeds de grootste en invloedrijkste vakbond van het land, maar is de monopoliepositie uit de PRI-jaren kwijt. De huidige secretaris-generaal is Joaquín Gamboa Pascoe.

## Secretarissen-generaal
- 1936-1941: Vicente Lombardo Toledano
- 1941-1947: Fidel Velázquez
- 1947-1950: Fernando Amilpa
- 1950-1997: Fidel Velázquez
- 1997: Blas Chumacero
- 1997-2005: Leonardo Rodríguez Alcaine
- 2005- : Joaquín Gamboa Pascoe